# آلدئالیثس، سریا
آلدِئالیثِس (به اسپانیایی: Aldealices)‏ یکی از دهستان‌های  سریا, کاستیا و لئون, اسپانیا است. بر اساس  سرشماری سال ۲۰۰۴ (درگاه ملی آمار (اسپانیا)), جمعیت این دهستان ۲۴ نفر است.